# Valsequillo
Valsequillo er en by og kommune i det sydlige Spanien i provinsen Córdoba. Den har et indbyggertal på 362 (2024) indbyggere.